# Шарон (Оклахома)
Шарон (англ. Sharon) — місто (англ. town) в США, в окрузі Вудворд штату Оклахома. Населення — 133 особи (2020).

## Географія
Шарон розташований за координатами 36°16′32″ пн. ш. 99°20′17″ зх. д. / 36.27556° пн. ш. 99.33806° зх. д. (36.275492, -99.338134).  За даними Бюро перепису населення США в 2010 році місто мало площу 0,35 км², уся площа — суходіл.

## Демографія
Згідно з переписом 2010 року, у місті мешкало 135 осіб у 53 домогосподарствах у складі 33 родин. Густота населення становила 383 особи/км².  Було 64 помешкання (181/км²).
Расовий склад населення:
| - 87,4 % — білих - 3,7 % — корінних американців - 8,9 % — осіб інших рас |

До двох чи більше рас належало 0,0 %. Частка іспаномовних становила 16,3 % від усіх жителів.
За віковим діапазоном населення розподілялося таким чином: 33,3 % — особи молодші 18 років, 53,4 % — особи у віці 18—64 років, 13,3 % — особи у віці 65 років та старші. Медіана віку мешканця становила 30,6 року. На 100 осіб жіночої статі у місті припадало 98,5 чоловіків;  на 100 жінок у віці від 18 років та старших — 109,3 чоловіків також старших 18 років.
Середній дохід на одне домашнє господарство  становив 64 409 доларів США (медіана — 75 357), а середній дохід на одну сім'ю — 59 582 долари (медіана — 50 625). За межею бідності перебувало 20,0 % осіб, у тому числі 30,4 % дітей у віці до 18 років та 44,4 % осіб у віці 65 років та старших.
Цивільне працевлаштоване населення становило 29 осіб. Основні галузі зайнятості: сільське господарство, лісництво, риболовля — 31,0 %, освіта, охорона здоров'я та соціальна допомога — 20,7 %, транспорт — 17,2 %, роздрібна торгівля — 13,8 %.